# Apostolisches Exarchat Kolumbien
Das Apostolische Exarchat Kolumbien (lat.: Exarchatus Apostolicus pro fidelibus ritus Antiocheni Syrorum in Canada) ist ein in Kolumbien gelegenes Apostolisches Exarchat der maronitischen Kirche mit Sitz in Bogotá.

## Geschichte
Das Apostolische Exarchat Kolumbien wurde am 20. Januar 2016 durch Papst Franziskus errichtet. Zum ersten Exarch wurde Fadi Abou Chebel OMM ernannt.